# Трентемёллер
А́ндерс Трентемёллер (род. в 1972 году, дат. Anders Trentemøller, [ˈtˢʁantˢəˌmølɐ̯]) — датский музыкант из Копенгагена, играющий электронную музыку.

## Биография
Дебют Трентемёллера состоялся в 1997 году. Вместе со своим другом DJ T.O.M. они сформировали первый живой house-проект в Дании, «Trigbag», и начали давать выступления у себя на родине и за рубежом. Тригбаговский сингл «Showtime» игрался такими известными диджеями, как Алекс Гофер, Лоран Гарнье и Etienne de Crécy. «Тригбаг» распался в 2000 году.
Чуть позже, в 2004, Трентемёллер выпустил ремикс на Aphex Twin — «Windowlicker» под псевдонимом Run Jeremy.
Трентемёллер вернулся в 2003 году вместе с The Trentemøller EP, включавшим в себя треки «Le Champagne» и «Work in Progress». В феврале 2004 Трентемёллер получил награду Danish DJ Awards в номинации «Up Front Release of the Year» за трек «Le Champagne».
В феврале 2005 Стив Баг (англ. Steve Bug) выпустил в продажу популярный сингл Trentemøller EP — «Physical Fraction» на своем лейбле «Audiomatique». Этот сингл обратил внимание успешных международных продюсеров на Андерса и был продолжен тремя релизами на главном лейбле Стива Бага: Polar Shift, Sunstroke и Nam Nam. После этого множество рецензентов назвали его «лучшим молодым исполнителем 2005 года».
Трентемёллер также хорошо востребованный ремиксер. Этому способствовали его ремиксы на Martinez («Shadowboxing»), Sharon Philips («Want 2 Need 2»), Röyksopp («What Else Is There?»), The Knife («We Share Our Mother’s Health»), и на хит Моби «Go». Трек «Go (Trentemøller Remix)» получил 38 место на австралийском ARIA Club chart в октябре 2006 года.
Дебютный альбом Андерса The Last Resort был выпущен на Poker Flat в октябре 2006. И сразу два популярнейших музыкальных журнала (немецкий Groove Mag и французский Trax) назвали его «Альбомом года» (ноябрь 2006).
«Essential Mix» на BBC Radio 1 был назван лучшим миксом года по результатам голосования слушателей в 2006 году.
В 2011 году трек «Shades of Marble» был использован в русскоязычном трейлере к фильму «Кожа, в которой я живу» (La piel que habito).
Трек под названием "Silver Surfer, Ghost Rider Go" используется в качестве саундтрека в играх Asphalt 8: Airborne и Need For Speed (2015).

## Дискография

### Альбомы
- 2006 — The Last Resort
- 2007 — The Pølar Mix
- 2007 — The Trentemøller Chronicles
- 2009 — Harbour Boat Trips 01: Copenhagen by Trentemøller
- 2010 — Into The Great Wide Yonder
- 2011 — Reworked/Remixed
- 2011 — LateNightTales
- 2013 — Lost
- 2014 — Lost Reworks
- 2014 — Early Worx
- 2016 — Fixion[2]
- 2019 — Obverse[3]
- 2022 — Memoria

### Синглы
- 2003 — Trentemøller EP
- 2004 — Beta Boy
- 2005 — Kink
- 2005 — Latenight Cab Driving / Charge
- 2005 — Physical Fraction
- 2005 — Polar Shift
- 2005 — Sunstroke
- 2005 — Serenetti
- 2006 — Always Something Better
- 2006 — Nam Nam E.P.
- 2006 — Rykketid
- 2007 — African People
- 2007 — An Evening With Bobi Bros / 25 Timer [Trentemøller & DJ Tom / Vildtand feat. Trentemøller, Krede & Buda]
- 2007 — Moan
- 2008 — Live In Concert E.P. (Roskilde Festival 2007)
- 2007 — Miss You
- 2008 — Remixed
- 2008 — Vamp / Miss You
- 2008 — Trentemoller / Claude Vonstroke — Want 2 Need 2 Whistle Chicago
- 2009 — Gamma [Trentemøller & Buda]
- 2009 — Rauta EP [Trentemøller vs. DJ Lab]
- 2010 — Sycamore Feeling
- 2010 — Even Though You’re With Another Girl
- 2010 — Silver Surfer, Ghost Rider Go
- 2011 — Shades Of Marble Remixes
- 2012 — My Dreams
- 2013 —  Never Stop Running
- 2013 — Gravity
- 2013 — Candy Tongue
- 2014 — Deceive
- 2016 — River In Me
- 2016 — Redefine
- 2016 — Complicated
- 2016 — Fixion
- 2017 — One Eye Open
- 2017 — Hands Down
- 2019  — Obverse
- 2022  — Memoria

### Ремиксы
- 1999 — ETA — Ayia Napa
- 2003 — Filur — You & I
- 2003 — B & B International — Decorated With Ornaments
- 2003 — Malou — I Wish
- 2003 — Laid Back — Beautiful Day
- 2003 — Djuma Soundsystem — Les Djinns
- 2004 — Yoshimoto — Du What U Du
- 2004 — Andy Caldwell — Give a Little
- 2004 — Pashka — Island Breeze
- 2004 — The Rhythm Slaves — The Light You Will See
- 2004 — Aya — Uptown
- 2005 — Mathias Schaffhauser — Coincidance
- 2005 — Fred Everything & 20 for 7 — Friday
- 2005 — Vernis — Bubble Bath
- 2005 — Varano — Dead End Street
- 2005 — Pet Shop Boys — Sodom
- 2005 — Sharon Phillips — Want 2/Need 2
- 2005 — Hryzleff — ComeKel
- 2005 — Unai — Oh You and I
- 2005 — Martinez — Shadowboxing
- 2005 — Röyksopp — What Else Is There?
- 2005 — The Knife — We Share Our Mother’s Health
- 2006 — Djosos Krost — Chaptor One
- 2006 — Jokke Ilsoe — Feeling Good
- 2006 — Moby — Go
- 2006 — Trentemøller feat. Richard Davis — Always Something Better
- 2007 — Trentemøller feat. Ane Trolle — Moan
- 2008 — Kasper Bjørke — Doesn’t Matter
- 2008 — Modeselektor — The White Flash
- 2008 — Lulu Rouge — Bless You
- 2008 — Booka Shade — Outskirts
- 2009 — Depeche Mode — Wrong
- 2011 — Chimes & Bells — The Mole
- 2011 — M83 — Midnight City